# Совјетски дисиденти
Совјетски дисиденти били су људи који се нису слагали са одређеним карактеристикама совјетске идеологије или са њеном целином и који су били вољни да износе своје критичке ставове. Термин дисидент се користио у Совјетском Савезу (СССР) у периоду од средине 1960-их до пада комунизма. Користио се за означавање малих група маргинализованих интелектуалаца чији су изазови, од скромних до радикалних до совјетског режима, наишли на заштиту и охрабрење дописника, и типично кривично гоњење или друге облике ућуткивања од стране власти. Пратећи етимологију појма, сматра се да дисидент „седи одвојено“ од режима. Термин дисидент је у СССР почео да се односи на појединца за чији се неконформизам сматрало да је за добробит друштва. Најутицајнија група дисидената била је позната као совјетски покрет за људска права.
Совјетски дисиденти који су критиковали државу у већини случајева суочили су се са законским санкцијама предвиђен према совјетском Кривичном законику и дат им је избор између изгнанства у иностранство (уз одузимање совјетског држављанства), душевне болнице или радног логора. Конкретно, антисовјетско политичко понашање, отворено против власти, демонстрације која су за циљ имале одређену реформу, писање књига које критикују СССР дефинисано је код неких особа као истовремено кривично дело (нпр. кршење чланова 70 или 190-1), симптом (обмана реформизма) и дијагноза (на пример успорена шизофренија).

## 1950-1960-их
Током 1950-их, совјетски дисиденти су почели да шаљу своје критике на Запад слањем докумената и изјава страним дипломатским мисијама у Москви. Током 1960-их, совјетски дисиденти су често изјављивали да су права која им је влада Совјетског Савеза ускратила универзална права, која имају сви без обзира на расу, веру и националност. У августу 1969. године, на пример, Иницијална група за одбрану грађанских права у СССР- у апеловала је на Комитет Уједињених нација за људска права да одбрани људска права која су газиле совјетске власти у низу суђења.
Неке од главних прекретница дисидентског покрета 1960-их су:
- Јавна читања поезије на Тргу Мајаковског у центру Москве, где су често кружили неки од подземних списа који су критични према систему; нека од ових јавних читања је рабила полиција;
- Суђење песнику Јосифу Бродском који је оптужен за 'паразитизам' зато што није био званично запослен и осуђен је 1963. на интерно изгнанство; стекао је широку симпатију и подршку у дисидентским и полудисидентским круговима, углавном кроз белешке са суђења које је саставила Фрида Вигдорова
- Суђење и изрицање пресуде писцима Андреју Сињавском и Јулију Данијелу који су ухапшени 1965. због објављивања коауторских дела у иностранству под псеудонимима и осуђени на радни логор и прогонство; противљење овом суђењу довело је до кампање петиција за њихово ослобађање коју су потписале хиљаде људи, од којих су многи наставили активније учествовати у дисидентском покрету
- Тихе демонстрације на Пушкиновом тргу у Москви које је покренуо Александар Јесењин-Волпин на дан совјетског устава 5. децембра 1965. са плакатима који позивају власти да поштују соптвени устав
- Кампање петиција против релативизовања Стаљиновог терора након смене Никите Хрушчова и поновног оживљавања култа Стаљинове личности у деловима совјетске владине бирократије
- У априлу 1968. покретнут је подземни часопис „Хроника актуелних догађаја“, који је документовао кршења људских права и протестне активности широм Совјетског Савеза
- Објављивање на Западу првог политичког есеја Андреја Сахарова „Размишљања о прогресу и интелектуалној слободи“ у пролеће и лето 1968.
- Протестни скуп против совјетске инвазије на Чехословачку ради сузбијања Прашког пролећа; организованје 25. августа 1968. на Црвеном тргу у Москви од стране осам дисидената, укључујући Виктора Фајнберга, Наталију Горбањевску, Павела Литвинова, Владимира Дремљугу и др.
- Оснивање Иницијативе за људска права 1969. године

## 1970-их
Дисиденти су постали значајно заступљенији у јавном животу и медијима на Западу током 1970-их. Хелсиншки споразум је инспирисао дисиденте у Совјетском Савезу, Чехословачкој, Мађарској и Пољској да отворено протестују против кршења људских права од стране влада. Совјетски дисиденти су захтевали да совјетске власти спроводе своје обавезе полазећи од Хелсиншког споразума са истим жаром и на исти начин на који су раније отворени легалисти очекивали да се совјетске власти стриктно придржавају слова њиховог устава. Дисидентски руски и источноевропски интелектуалци који су позивали на поштовање Хелсиншког споразума били су подвргнути званичној репресији. Према совјетском дисиденту Леониду Пљушчу, Москва је искористила Хелсиншки пакт о безбедности да побољша своју економију, истовремено повећавајући потискивање политичких неистомишљеника. Затворено је 50 припадника совјетских Хелсиншких група. Случајеве политичких затвореника и затвореника савести у Совјетском Савезу објавиљивали су Amnesty International 1975. и Комитет за одбрану совјетских политичких затвореника 1975. и 1976.
Председник САД Џими Картер је у свом инаугурационом обраћању 20. јануара 1977. најавио да ће људска права бити централна тачка спољне политике током његове администрације. Картер је у фебруару послао писмо Андреју Дмитријевичу Сахарову у којем је изразио подршку његовом ставу о људским правима. Након Картеровог писма Сахарову, СССР је упозорио на покушаје „мешања“ у његове послове под „измишљеним изговором одбране људских права. Због Картеровог отвореног показивања подршке совјетским дисидентима, КГБ је успео да повеже неслагање са америчким империјализмом сугеришући да су такав протест и подршка дисидентима параван за америчку шпијунажу у Совјетском Савезу. Према Дмитрију Волкогонову и Харолду Шукману, Андропов је био тај који је одобрио бројна суђења активистима за људска права.
Добровољна и недобровољна емиграција омогућила је властима да се ослободе многих политичких активних интелектуалаца, укључујући писце Валентина Турчина, Георгија Владимова, Владимира Војновича, Лева Копелева, Владимира Максимова, Наума Коржавина, Василија Аксјонова, психијатра Марину Војханску и друге.‍:194 Хроника актуелних догађаја обухватила је 424 политичка суђења, у којима су осуђене 753 особе, а нико од оптужених није ослобођен; поред тога, 164 особе су проглашене неурачунљивим и послате на принудно лечење у психијатријску болницу.
Према совјетским дисидентима и западним критичарима, КГБ је рутински слао дисиденте психијатрима где им је давана дијагноза. То је рађено како би ср избегла срамотна јавна суђења и дискредитовало дисидентство као производ болесних умова. Уз образложење да су политички дисиденти у Совјетском Савезу били психотични и обманути, затварани су у психијатријске болнице и лечени неуролептицима. Затварање политичких неистомишљеника у психијатријске установе постало је уобичајена пракса. Та техника би се могла назвати „медикализацијом“ дисидентства или психијатријским терором, већ познатим обликом репресије примењеном у Совјетском Савезу који је искоишћен против Леонида Пљушча, Петра Григоренка и многих других дисидената. Коначно, многи људи у то време су били склони да верују да су дисиденти ненормални људи чије је слање у душевне болнице било сасвим оправдано.‍:96 У то време совјетски дисидент Владимир Буковски написао је Нову менталну болест у СССР-у: Опозиција објављено на француском, немачком, италијанском, шпанском и (у коауторству са Семјоном Глузманом) Приручник о психијатрији за дисиденте објављен на руском, енглеском, француском, италијанском, немачком, данском.

### Репресија над Хелсиншким посматрачким групама
У периоду 1977–1979 и поново 1980–1982, КГБ је реаговао на рад организација Helsinki Watch Group, у Кијеву, Вилњусу, Тбилисију и Еревану тако што је покренуо хапшења великих размера и осудио своје чланове на затвор, радни логор, интерно изгнанство и психијатријски затвор.
Од чланова Московске хелсиншке групе, 1978. године њени чланови Јуриј Орлов, Владимир Слепак и Анатолиј Шчарански осуђени су на дуготрајне логоре и унутрашњи прогон због „антисовјетске агитације и пропаганде“ и издаје. Још један талас хапшења уследио је почетком 1980-их: Малва Ланда, Виктор Некипелов, Леонард Терновски, Феликс Серебров, Татјана Осипова, Анатолиј Марченко и Иван Коваљов.‍:249 Совјетске власти су неким активистима понудиле „прилику“ да емигрирају. Људмила Алексејева је емигрирала 1977. године. Оснивачи Московске хелсиншке групе Михаил Бернштам, Александар Корчак, Виталиј Рубин такође су емигрирали, а Петру Григоренку је одузето совјетско држављанство док се лечио у иностранству.
Украјинска хелсиншка група је претрпела тешке репресије током 1977–1982, са повремено вишеструким затворским казнама изреченим низу чланова.‍:250–251Украјинска хелсиншка група је до 1983. имала 37 чланова, од којих су 22 била у логорима, 5 је било у избеглиштву, 6 је емигрирало на Запад, 3 су пуштена и живела су у Украјини, 1 (Михајло Мелник) је извршио самоубиство.
Литванска Хелсиншка група доживела је два таласа затварања чланова због антисовјетских активности и „организовања верских процесија“: Викторас Петкус је осуђен 1978. године; други су уследили 1980–1981: Алгирдас Статкевичиус, Витаутас Скуодис, Мечисловас Јуревичиус и Витаутас Ваичиунас.‍:251–252

## Токови дисидентства

### Покрет за грађанска и људска права
Почевши од 1960-их, раних година Брежњевљеве стагнације, дисиденти у Совјетском Савезу су све више усмеравали своју пажњу на питања грађанских и на крају људских права. Борба за грађанска и људска права била је фокусирана на питања слободе изражавања, слободе савести, слободе емиграције, казнене психијатрије и тешког положаја политичких затвореника. Одликовала га је нова отвореност неслагања, брига за законитост, одбацивање сваке 'подземне' и насилне борбе.

### Покрети нација
Неколико националних или етничких група које су биле депортоване под Стаљином формирале су покрете за повратак у своје домовине. Конкретно, кримски Татари су намеравали да се врате на Крим, Турци Месхетинци у Јужну Грузију, а етнички Немци су имали за циљ да се преселе дуж реке Волге у близини Саратова.
Татарима је ускраћено право да се врате на Крим, иако су закони који су оправдавали њихову депортацију поништени. Њихово прво колективно писмо са позивом на рестаурацију датира из 1957. године. Почетком 1960-их, кримски Татари су почели да оснивају иницијативне групе у местима где су били присилно пресељени. Предвођени Мустафом Џемилевом, основали су сопствену демократску и децентрализовану организацију, која се сматра јединственом у историји независних покрета у Совјетском Савезу.‍:131 ‍:7

### Емиграциона покрети
Емиграциони покрети у Совјетском Савезу укључивали су покрет совјетских Јевреја да емигрирају у Израел и Поволшких Немаца да емигрирају у Западну Немачку.
Совјетским Јеврејима су власти бившег Совјетског Савеза и других земаља источног блока рутински одбијале дозволу да емигрирају. Покрет за право на емиграцију формиран је шездесетих година прошлог века, што је такође довело до оживљавања интересовања за јеврејску културу. Разлог одбијања је привукао значајну пажњу на Западу.
Грађани немачког порекла који су живели у балтичким државама пре њихове анексије 1940. и потомци немачких досељеника на Волги из осамнаестог века такође су формирали покрет за напуштање Совјетског Савеза.‍:132‍:67Влада Западне Немачке је 1972. године склопила споразум са совјетским властима који је дозвољавао између 6.000 и 8.000 људи да емигрира у Западну Немачку сваке године до краја деценије. Као резултат тога, скоро 70.000 етничких Немаца је напустило Совјетски Савез до средине 1980-их.‍:67
Слично, Јермени су мало емигрирали. До средине 1980-их, преко 15.000 Јермена је емигрирало.‍:68
Русија се последњих година у великој мери променила у друштвеној, економској и политичкој сфери. Миграције са руског су постале мање насилне и првенствено резултат слободне воље коју изражава појединац.

### Религијски покрети
Верски покрети у СССР-у укључивали су руске православне, католичке и протестантске покрете. Они су се фокусирали на слободу испољавања вере и отпор мешању државе у њихове унутрашње ствари и питања.‍:8
Руски православни покрет остао је релативно мали. Католички покрет у Литванији био је део већег литванског националног покрета. Протестантске групе које су се противиле антирелигијским државним директивама укључивале су баптисте, адвентисте и пентекосталце. Слично јеврејском и немачком дисидентском покрету, многи у независном пентекостном покрету су тежили емиграцији.

### Национални покрети
Национални покрети су укључивали руске националне дисиденте, као и дисидентске покрете из Украјине, Литваније, Летоније, Естоније, Грузије и Јерменије.
Међу нацијама које су живеле на својим територијама са статусом република у оквиру Совјетског Савеза, први покрет који се појавио 1960-их био је украјински покрет. Њена тежња била је да се одупре русификацији Украјине и да инсистира на једнаким правима и демократизацији републике.‍:7
У Литванији је национални покрет 1970-их био уско повезан са католичким покретом.‍:7

### У књижевности и култури
Неколико значајних примера писаца дисидента одиграло је значајну улогу за шири дисидентски покрет. То укључује прогон Осипа Мандељштама, Бориса Пастернака, Михаила Булгакова и Јосифа Бродског, као и објављивање Архипелага Гулаг Александра Солжењицина.
У књижевном свету било је на десетине писаца и публициста који су учествовали у дисидентском покрету, укључујући Василија Аксјонова, Аркадија Белинкова, Леонида Бородина, Јосифа Бродског, Георгија Владимова, Владимира Војновича, Александра Галича, Венедикта Јерофејева, Александра Зиновјева, Лева Копелева, Наум Копељева, Владимира Максимова, Виктора Некрасова, Андреја Сињавског, Александра Солжењицина и Варлама Шаламова.
У раном Совјетском Савезу, неприлагођени академици су прогнани преко такозваних бродова филозофа.

### Друге групе
Друге групе су укључивале социјалисте, покрете за социоекономска права (посебно независне синдикате), као и покрете жена, еколошких и мировних покрета.‍:132 ‍:3–18

## Дисиденти и Хладни рат
Одговарајући на питање отказника (особа којима је одбијена дозвола да напусте СССР), Конгрес Сједињених Америчких Држава усвојио је Џексон-Веник амандман 1974. Одредба савезног закона Сједињених Држава имала је за циљ да утиче на трговинске односе САД са земљама комунистичког блока које ограничавају слободу емиграције и друга људска права.
Осам земаља чланица Варшавског пакта потписало је Хелсиншки споразум у августу 1975. године. Споразум је укључивао опсежне клаузуле о људским правима.‍:99–100
Када је Џими Картер ступио на дужност 1976. године, проширио је свој саветодавни круг и укључио критичаре америчко-совјетског детанта. Он је изразио подршку чешком дисидентском покрету познатом као Повеља 77 и јавно је изразио забринутост због совјетског третмана дисидента Александра Гинзбурга и Андреја Сахарова. Картер је 1977. примио истакнутог дисидента Владимира Буковског у Белој кући, тврдећи да није намеравао да буде стидљив у својој подршци људским правима.‍:73
Године 1979. основан је US Helsinki Watch Committee, који је финансирала Форд фондација. Основан по угледу на Московску Хелсиншку групу и сличне посматрачке групе у совјетском блоку. За циљ је имао да надгледа поштовање одредби Хелсиншког споразума о људским правима и да пружи моралну подршку онима који се боре за тај циљ унутар совјетског блока. Деловао је као канал за информације о репресији у Совјетском Савезу и лобирао је код креатора политике у САД да наставе да притискају ово питање код совјетских лидера.‍:460
Амерички председник Роналд Реган приписао је став да је „брутални третман совјетских дисидената био последица бирократске инерције“. Он је 14. новембра 1988. одржао је састанак са Андрејем Сахаровим у Белој кући и рекао да совјетска кршења људских права ометају напредак и да ће то наставити да чини све док проблем не буде „потпуно елиминисан“.
Андреј Сахаров је рекао: „Сви желе да имају посао, да буду ожењени, да имају децу, да буду срећни, али дисиденти морају бити спремни да виде како су њихови животи уништени а они који су им драги повређени. Када погледам своју ситуацију и ситуацију моје породице и то моје земље, схватам да ствари постају све горе“.
Према совјетском дисиденту Виктору Давидову, тоталитарним системима недостају механизми да промене понашање владајуће групе изнутра. Покушаји изнутра сузбијају се репресијом, што захтева од међународних организација за људска права и страних влада да изврше спољни притисак за промене.

## Одабрана дела дисидената
- Alexeyeva, Ludmilla (1977—1978). „The human rights movement in the USSR”. Survey. 23 (4): 72—85.
- Alekseeva, Liudmila (1980). The diversity of Soviet dissent: ideologies, goals and direction, 1965–1980.
- Alexeyeva, Ludmilla (1987) [1985]. Soviet dissent: contemporary movements for national, religious, and human rights (2 изд.). Middletown, Connecticut: Wesleyan University Press. ISBN 978-0-8195-6176-3.
- Amalrik, Andrei (1982). Записки диссидента [Dissident's Notes] (на језику: руски). Ann Arbor: Ардис.
- Amalrik, Andrei (1. 3. 1978). „Soviet dissidents and the American press: a reply”. Columbia Journalism Review. 16 (6): 63.
- Boukovsky, Vladimir (1995). Jugement à Moscou – un dissident dans les archives du Kremlin [Judgement in Moscow – a dissident in the Kremlin archives] (на језику: француски). Paris: Robert Laffont. ISBN 978-2-221-07460-2.
- Brodsky, Joseph (19. 9. 1974). „An appeal for Vladimir Maramzin”. The New York Review of Books. 21 (14).
- Brodsky, Joseph (23. 1. 1975). „Victims”. The New York Review of Books. 21 (21).
- Brodsky, Joseph (5. 3. 1981). „Nadezhda Mandelstam (1899–1980)”. The New York Review of Books. 28 (3).
- Brodsky, Joseph (март 1992). „Poetry as a form of resistance to reality”. Publications of the Modern Language Association of America. 107 (2): 220—225. JSTOR 462635. S2CID 164173456. doi:10.2307/462635.
- Bukovsky, Vladimir (1978). To build a castle: my life as a dissenter (PDF). London: Andrei Deutsch. ISBN 978-0-233-97023-3. Архивирано из оригинала (PDF) 2013-05-01. г. Приступљено 2015-12-04.
- Boukovsky, Vladimir (1971). Une nouvelle maladie mentale en URSS: l'opposition [A new mental illness in the USSR: the opposition] (на језику: француски). Paris: Le Seuil. ISBN 2020025272.
- Bukowski, Wladimir (1971). UdSSR. Opposition. Eine neue Geisteskrankheit in der Sowjetunion? Eine Dokumentation von W. Bukowskij [The USSR. Opposition. A new mental illness in the Soviet Union? Documentation by V. Bukovsky] (на језику: немачки). München: Carl Hanser Verlag. ISBN 3-446-11571-4.
- Bukovskij, Vladimir (1972). Una nuova malattia mentale in Urss: l'opposizione [A new mental illness in the USSR: opposition] (на језику: италијански). Milan: Etas Kompass.
- Bukovsky, Vladimir (1972). Una nueva enfermedad mental en la U.R.S.S.: la oposición [A new mental illness in the USSR: opposition] (на језику: шпански). México: Lasser Press.
- Bukovsky, Vladimir; Gluzman, Semyon (January—February 1975a). „Пособие по психиатрии для инакомыслящих” [A manual on psychiatry for dissidents] (PDF). Хроника защиты прав в СССР [Chronicle of defense of rights in the USSR] (на језику: руски) (13): 36—61. Проверите вредност парамет(а)ра за датум: |date= (помоћ) The work in Russian was also published in: Коротенко, Ада; Аликина, Наталия (2002). Советская психиатрия: Заблуждения и умысел. Киев: Издательство «Сфера». стр. 197—218. ISBN 978-966-7841-36-2. The work in English was published in: Bloch, Sidney; Reddaway, Peter (1977). Russia's political hospitals: the abuse of psychiatry in the Soviet Union. Victor Gollancz Ltd. стр. 419—440. ISBN 978-0-575-02318-5.
- Bukovsky, Vladimir; Gluzman, Semyon (Winter—Spring 1975b). „A manual on psychiatry for dissidents”. Survey: A Journal of East and West Studies. 21 (1): 180—199. Проверите вредност парамет(а)ра за датум: |date= (помоћ)
- Bukovsky, Vladimir; Gluzman, Semyon (1975c). A manual of psychiatry for political dissidents. London: Amnesty International. OCLC 872337790.
- Bukovsky, Vladimir; Gluzman, Semyon (1975d). „A dissident's guide to psychiatry”. A Chronicle of Human Rights in the USSR. New York: Kronika Press (13): 31—57.
- Bukovskiĭ, Vladimir; Gluzman, Semyon (1975e). Håndbog i psykiatri for afvigere [A manual on psychiatry for dissidents] (на језику: дански). Göteborg: Samarbetsdynamik AB. ISBN 9185396001. OCLC 7551381.
- Boukovsky, Vladimir; Glouzmann, Semion (септембар 1975). „Guide de psychiatrie pour les dissidents soviétiques: dédié à Lonia Pliouchtch, victime de la terreur psychiatrique” [Guide on psychiatry for Soviet dissidents: dedicated to Lyonya Plyushch, a victim of psychiatric terror]. Esprit (на језику: француски). 449 (9): 307—332. JSTOR 24263203.
- Bukovskij, Vladimir; Gluzman, Semen; Leva, Marco (1979). Guida psichiatrica per dissidenti. Con esempi pratici e una lettera dal Gulag [Psychiatric guide for dissidents. With practical examples and a letter from the Gulag] (на језику: италијански). Milan: L'erba voglio. ASIN B00E3B4JK4.
- Bukowski, Wladimir; Gluzman, Semen (1976). „Psychiatrie-handbuch für dissidenten” [A manual on psychiatry for dissidents]. Samisdat. Stimmen aus dem "anderen Rußland" (на језику: немачки). Bern (8): 29—48.
- Bunyan, Gordon; Hurst, P.D. (април 1977). „Political opposition in the Soviet Union: are the dissidents really important?”. Australian Outlook. 31 (1): 61—74. doi:10.1080/10357717708444592.
- Chalidze, Valery (1976). Литературные дела КГБ: дела Суперфина, Эткинда, Хейфеца, Марамзина: в приложении — документы о советской цензуре [The literary cases of the KGB: the cases of Superfin, Etkind, Heifetz, Maramzin: there are documents about Soviet censorship in the application] (на језику: руски). New York: Хроника.
- Chalidze, Valery (1. 6. 1977). „How important is Soviet dissent?”. Commentary. 63 (6): 57.
- Daniel, Alexander (2002). Истоки и корни диссидентской активности в СССР [Sources and roots of dissident activity in the USSR]. Неприкосновенный запас [Emergency Ration] (на језику: руски). 1 (21).
- Daniel, Aleksander; Gluza, Zbigniew, ур. (2007). Słownik dysydentów. Czołowe postacie ruchów opozycyjnych w krajach komunistycznych w latach 1956–1989. Tom 1 [Dictionary of dissidents. The leading figures of the opposition movements in communist countries in 1956–1989. Volume 1] (на језику: пољски). Warszaw: Karta. ISBN 978-8388288890.
- Daniel, Aleksander; Gluza, Zbigniew, ур. (2007). Słownik dysydentów. Czołowe postacie ruchów opozycyjnych w krajach komunistycznych w latach 1956–1989. Tom 2 [Dictionary of dissidents. The leading figures of the opposition movements in communist countries in 1956–1989. Volume 2] (на језику: пољски). Warszaw: Karta. ISBN 978-8388288845.
- Etkind, Efim (1978). Notes of a non-conspirator. London: Oxford University Press. ISBN 978-0-19-211739-7.
- Etkind, Efim (1982) [1978]. Unblutige Hinrichtung. Warum ich die Sowjetunion verlassen musste [Bloodless execution. Why I had to leave the Soviet Union] (на језику: немачки) (2 изд.). München: Piper Verlag GmbH. ISBN 978-3-492-02339-9.
- Etkind, Efim (1988).  Процесс Иосифа Бродского [The trial of Joseph Brodsky] (на језику: руски). London: Overseas Publications Interchange Ltd. ISBN 978-1-870128-70-4.
- Galanskov, Youri (1982). Le manifeste humain précédé par les témoignages de Vladimir Boukovsky, Nathalia Gorbanevskaïa, Alexandre Guinzbourg, Edouard Kouznetsov [Human manifesto preceded by testimonies of Vladimir Bukovsky, Natalya Gorbanevskaya, Alexander Ginzburg, Eduard Kuznetsov] (на језику: француски). Lausanne: Editions L'Age d'Homme. ISBN 978-2825109205.
- Glazov, Yuri (јун 1979). „The Soviet intelligentsia, dissidents and the West”. Studies in Soviet Thought. 19 (4): 321—344. JSTOR 20098853. S2CID 140301241. doi:10.1007/BF00832020.
- Gluzman, Semyon (2012).  Рисунки по памяти, или воспоминания отсидента [Pictures drawn from memory, or the released dissident's memories] (на језику: руски). Kiev: Издательский дом Дмитрия Бураго. ISBN 978-9664891216.
- Goricheva, Tatiana (1987). Talking about God is dangerous: the diary of a Russian dissident. New York: Crossroad Publishing Company. ISBN 978-0-8245-0798-5.
- Grigoryants, Sergei (23. 2. 1988). „Soviet psychiatric prisoners” (PDF). The New York Times. стр. A31. Архивирано (PDF) из оригинала 9. 12. 2011. г.
- Grigoryants, Sergei (јануар 1989). „Camps with guards in white gowns: thousands of Mengeles, millions of victims”. Glasnost (16–18): 34—35.
- Isajiw, Christina (2013). Negotiating human rights: in defence of dissidents during the Soviet era: a memoir. University of Alberta Press. ISBN 978-1-894865-33-3.
- Kaminskaya, Dina (1982). Final judgment: my life as a Soviet defense attorney. Translated by Michael Glenny. New York: Simon & Schuster. ISBN 978-0-671-24739-3.
- Koryagin, Anatoly (март 1989). „The involvement of Soviet psychiatry in the persecution of dissenters”. The British Journal of Psychiatry. 154 (3): 336—340. PMID 2597834. S2CID 26148412. doi:10.1192/bjp.154.3.336.
- Levich, Yevgeny (1976). „Soviet dissidents: trying to keep in touch”. Nature. 263 (5576): 366—367. Bibcode:1976Natur.263..366L. S2CID 4220291. doi:10.1038/263366a0 .
- Lewis, Anthony (20. 9. 1985). „Soviet crackdown on dissidents shows paranoia, not confidence”. Spokane Chronicle. стр. 14.
- Litvinov, Pavel (1969). Dear Comrade: Pavel Litvinov and the voices of Soviet citizens in dissent. Pitman Publishing Corporation. ASIN B000O05GKK.
- Litvinov, Pavel (март 1975). „The human rights movement in the USSR”. Index on Censorship. 4 (1): 11—15. S2CID 146906418. doi:10.1080/03064227508532389.
- Litvinov, Pavel (зима 1980). „Momentary enthusiasms don't help – only persistence will secure human rights gains”. Jurimetrics. 21 (2): 135—142. JSTOR 29761738.
- Lubarsky, Cronid (1979). Soziale Basis und Umfang des sowjetischen Dissidententums [Social basis and scope of Soviet dissidence] (на језику: немачки). Köln: Bundesinstitut für Ostwissenschaftliche und Internationale Studien.
- Lubarsky, Cronid (1979). „Social basis and scope of Soviet dissidence”. Osteuropa. 29 (11): 923—935.
- Lubarsky, Cronid (мај 1988). „The human rights movement and perestroika”. Index on Censorship. 17 (5): 16—20. S2CID 145697936. doi:10.1080/03064228808534412 .
- Mal'cev, Jurij (2015). „I dissidenti sovietici in Italia” [The Soviet dissidents in Italy]. Enthymema (на језику: италијански) (12): 155—159. doi:10.13130/2037-2426/4951.
- Mal'cev, Jurij (2015). „I dissidenti sovietici in Italia” Советские диссиденты в Италии [The Soviet dissidents in Italy]. Enthymema (на језику: руски) (12): 156—160. doi:10.13130/2037-2426/4951.
- Medvedev, Roy (март 1979). „The future of Soviet dissent”. Index on Censorship. 8 (2): 25—31. S2CID 144007468. doi:10.1080/03064227908532898.
- Medvedev, Roy (1. 1. 1984). „Andropov and the dissidents: the internal atmosphere under the new Soviet leadership”. Dissent. 31 (1): 97—102.
- Medvedev, Roy (2. 7. 1997). „Russia still needs dissidents to defend rights”. The Moscow Times.
- Medvedev, Roy; Vladimov, Georgi (мај 1979). „Controversy: dissent among dissidents”. Index on Censorship. 8 (3): 33—37. S2CID 147185209. doi:10.1080/03064227908532924 .
- Medvedev, Roy; Medvedev, Zhores (1976). „Krushchev's secret speech”. Australian Left Review. 1 (52): 34—37. Архивирано из оригинала 23. 06. 2016. г. Приступљено 19. 05. 2024.
- Medvedev, Roy; Ostellino, Piero (1980). On Soviet dissent. New York: Columbia University Press. ISBN 978-0-231-04812-5.
- Medvedev, Zhores (21. 2. 1976). „The defeat of Russian dissent”. The Spectator: 8—9.
- Medvedev, Zhores (4. 11. 1976). „Two decades off dissidence”. New Scientist. 72 (1025): 264—267.
- Orlov, Yuri (1988). „The Soviet Union, human rights, and national security”.  Ур.: Corillon, Carol. Science and human rights. Washington, DC: National Academies Press. стр. 62—67.
- Mihajlov, Mihajlo (септембар 2006). „Appointment with destiny: a dissident's tale”. Journal of Interdisciplinary Studies. 18 (1/2): 113—120. doi:10.5840/jis2006181/26.
- Navrozov, Lev (1. 11. 1973). „On Soviet dissidence”. Commentary. 56 (5): 31—36.
- Plyushch, Leonid; Mikhaylov, Mikhaylo; Belotserkovsky, Vadim; Elberfeld, Yan; Andreev, Herman; Vishnevskaya, Yuliya; Yanov, Alexander; Levitin-Krasnov, Anatoly; Etkind, Efim; Kushev, Yevgeny (1976). Democraticeskij Alternativi von Vadim Belocerkovskij – 978-3-88103-070-0 СССР. Демократические альтернативы: сборник статей и документов [USSR. Democratic alternatives: a collection of articles and documents] (на језику: руски). Achberg. ISBN 978-3-88103-070-0. OCLC 3953394.
- Plyushch, Leonid; Khodorovich, Tatyana (1979). History's carnival: a dissident's autobiography. San Diego: Harcourt Brace Jovanovich. ISBN 978-0-15-141614-1.
- Podrabinek, Alexander (2014).  Диссиденты [Dissidents] (на језику: руски). Moscow: АСТ. ISBN 978-5170824014.
- Sakharov, Andrei (21. 3. 1974). „How I came to dissent”. The New York Review of Books. 21 (4).
- Sakharov, Andrei (јесен 1978). „The human rights movement in the USSR and Eastern Europe: its goals, significance, and difficulties”. Trialogue (19): 4—7, 26—27.
- Sakharov, Andrei; Turchin, Valentin; Medvedev, Roy (6. 6. 1970). „The need for democratization”. The Saturday Review: 26—27.
- Shtromas, Alexander (1979) [1977]. Who are the Soviet dissidents? (2 изд.). University of Bradford. ISBN 978-0-901945-35-8.
- Shtromas, Alexander (Summer—Autumn 1979). „Dissent and political change in the Soviet Union”. Studies in Comparative Communism. 12 (2–3): 212—244. doi:10.1016/0039-3592(79)90010-3. Проверите вредност парамет(а)ра за датум: |date= (помоћ)
- Shtromas, Alexander (Autumn—Winter 1987). „Dissent, nationalism, and the Soviet future”. Studies in Comparative Communism. 20 (3–4): 277—285. Проверите вредност парамет(а)ра за датум: |date= (помоћ)
- Sinyavsky, Andrei (април 1979). „Andrei Sinyavsky on dissidence”. Encounter. 52 (4): 91—93.
- Sinyavsky, Andrei (пролеће 1984). „Dissent as a personal experience”. Dissent. 31 (2): 152—161.
- Solzhenitsyn, Alexander (новембар 1970). „Two from Solzhenitsyn (letters)” (PDF). Dissent. 17 (6): 558—559. Архивирано (PDF) из оригинала 24. 10. 2015. г.
- Trotsky, Leon (1922). Dictatorship vs. democracy (terrorism and communism): a reply to Karl Kautsky by Leon Trotsky (PDF). New York City: Workers party of America. Архивирано (PDF) из оригинала 24. 9. 2015. г.
- Trotsky, Leon; Rakovsky, Christian; Pyatakov, Georgy; Zinoviev, Grigory;  . (1973) [1927]. The platform of the joint opposition (the document submitted to the Central Committee of the Soviet Communist Party in September 1927) (2 изд.). London: New Park Publications Ltd. ISBN 978-0-902030-41-1.
- Trotskij, Lev; Zinov'ev, Grigorij (1969). La piattaforma dell'opposizione nell'URSS [The platform of opposition in the USSR] (на језику: италијански). Rome: Samonà e Savelli Editore. A000091776.
- Venclova, Tomas (лето 2009). „Lithuanian dissent in the context of Central and Eastern Europe: 1953–1980”. Lithuanian Quarterly Journal of Arts and Sciences. 55 (2): 38—50. Архивирано из оригинала 04. 12. 2021. г. Приступљено 19. 05. 2024.
- Voinovich, Vladimir (1994).  Дело № 34840 [The Case No 34840] (на језику: руски). Moscow: Text. ISBN 978-5871060957.
- Yakunin, Gleb (јануар 1994). „First open letter to Patriarch Aleksi II”. Religion, State and Society. 22 (3): 311—316. doi:10.1080/09637499408431652.
- Yakunin, Gleb (јануар 1994). „Second open letter to Patriarch Aleksi II”. Religion, State and Society. 22 (3): 320—321. doi:10.1080/09637499408431655.